# Chromi(III) chlorat
Chromi(III) chlorrat là một hợp chất vô cơ có công thức hóa học là Cr(ClO3)3.

## Điều chế
Chromi(III) chlorrat được điều chế bằng cách cho Chromi(III) oxide hoặc Chromi(III) hydroxide tác dụng với acid chlorric:
Cr(OH)3 + 3HClO3 → Cr(ClO3)3 + 3H2O

## Tính chất
Chromi(III) chlorrat dễ dàng hòa tan trong nước tạo thành dung dịch màu tím. Dung dịch chuyển sang màu xanh lá cây ở 65 °C (149 °F; 338 K). Đến 100 °C (212 °F; 373 K), dung dịch bị phân hủy thành Chromi(VI) oxide và một hợp chất chứa oxy và chlor—điều này chứng tỏ Chromi(III) chlorrat là một hợp chất có tính oxy hóa mạnh.

## Hợp chất khác
Cr(ClO3)3 còn tạo một số hợp chất với NH3, như Cr(ClO3)3·6NH3 là tinh thể vàng nhạt.
Cr(ClO3)3 còn tạo một số hợp chất với CO(NH2)2, như Cr(ClO3)3·6CO(NH2)2 là tinh thể màu lục.